# Bondefangeri i Vaterland
Bondefangeri i Vaterland er en norsk stumfilm fra 1911, som regnes som gået tabt.
Filmens indhold blev beskrevet som gadepiger og lasaroner i Vaterland.

## Medvirkende
- Chr. Nobel - Kåltyven
- Signe Danning - Den hvide Rose (en gadepige)
- Pehr Qværnstrøm - Bonden
- Hans Ingi Hedemark - Ola Snippen
- Emmy Worm-Müller - Agurka (en gadepige)
- Mathea Tønder - Bondens kone